# Therioaphis kermanica
Therioaphis kermanica är en insektsart. Therioaphis kermanica ingår i släktet Therioaphis och familjen långrörsbladlöss. Inga underarter finns listade i Catalogue of Life.